# Igor Pietrienko
Igor Pietrowicz Pietrienko (ros. Игорь Петрович Петренко; ur. 23 sierpnia 1977 w Poczdamie) – rosyjski aktor.

## Życiorys
Mając trzy lata przeniósł się do Moskwy, gdzie uczęszczał do szkoły średniej. W 1992 został oskarżony o zabójstwo, za co został skazany w 1997 roku na karę 8 lat więzienia. Otrzymał jednak warunkowe przedterminowe zwolnienie z probacją 3 lat. Po ukończeniu Wyższej Szkoły Teatralnej im. M. Szczepkina w Moskwie rozpoczął pracę w Małym Teatrze. W 2003 przyznano mu Państwową Nagrodę Federacji Rosyjskiej. Od 2004 do 2014 roku był mężem aktorki Jekatieriny Klimowej.

## Filmografia
- 2002: Kryptonim Gwiazda jako porucznik Trawkin
- 2004: Kierowca dla Wiery jako Wiktor
- 2006: Bohater naszych czasów jako Pieczorin
- 2006: Volkodav. Ostatni z rodu Szarych Psów jako Łuczezar
- 2009: Taras Bulba jako syn Tarasa, Andriej Bulba
- 2013: Sherlock Holmes jako Sherlock Holmes
- 2016: Wiking